# 激あま〜い
激あま〜い（げきあま〜い）は、2006年4月5日から同年9月20日まで、毎週水曜（火曜深夜）0:55 - 1:25に放送していたTBSの恋愛バラエティ番組。司会はスピードワゴン（井戸田潤・小沢一敬）。

## 概要
スピードワゴンが名古屋吉本出身である事から、東海地方で冠番組を持つ事はあったが、この番組はキー局での初めてのメインの番組となった。
小沢が2006年終わり頃に、長年お世話になっている雨上がり決死隊の宮迫と飲んでいる時に宮迫から「終わると思ったわ。お前ら気負い過ぎやねんな。」と言われたという。番組が短命で終わってしまった事や宮迫からのこの言葉で2人は「2006年は冠番組を持ったけど終了したし、大した活躍はしていない。俺らは色々考える時期だね。」自身のラジオで発言した。

### 出演
- 出演：スピードワゴン（井戸田潤・小沢一敬）、女性ゲスト
- ナレーター：ゆかな

### 内容
- 異性との交際を諦めた者や恋愛自体を放棄した「干物女」等の恋愛感を観察し応援する恋愛弱者バラエティー。小沢が恋愛弱者と話をし井戸田とゲストが別室で観察する。深夜番組であり、話が下ネタになりやすい。
- 当初は他タレントが言えない甘い言葉を、小沢が言える為始まった。だが始まってみると小沢自身が恋愛弱者である事が発覚、様々な職業の人々に恋愛話を聞き出す事となった。その為開始前の開始後では趣旨が異なる。
- ホリプロ制作である為、ホリプロ所属タレントが主にゲスト出演している。その経由か豊岡真澄のマネージャーも「鉄道オタク」の回に出演した。
- ワールドカップシーズンである為、試合放送や特番で放送が度々休みになる事があった。
- セガトイズとホリプロが共同開発したキャラクター・お茶犬がセットの一部として置いてある。
- オタク層には有名な人達が多数出演している。

## コーナー

### 恋のゴミ処理ワゴン
- 以前交際していた人を引きずっている人の、その人との思い出の品をゴミ収集車で破壊する。チアリーダーの格好でスピードワゴンと共に応援する「ワゴンガール」を務めている平塚奈菜は小沢から「こんなリズム感の無いチアガール見たの初めて」と評された。

### 恋のキックオフ
- 以前交際していた人から言われたショックな一言を小沢と再現し、言われた悔しさを晴らす為に、ボールに見立てた井戸田の尻を蹴る。小沢曰く「ワールドカップに便乗した企画」である。出演する女性は一般人では無く、芸能事務所に所属するタレントである（仕込みやヤラセという訳では無く、事務所も公表している）。アシスタントは福之上真友。ワールドカップシーズンが過ぎた為、「恋のスイカ割り」となった事もある。

### 1024分の1をくぐり抜けろ
- 「小沢救済SP」での緊急企画。
- ルール

小沢の好きなものを2択で問題に出していき、一緒だったら2分の1の可能性をクリア。
10問連続で2人の答えが同じだったら小沢とゲストの2人のデート資金100万円を番組が提供。
- 1問で終ってしまう事が多く、余り盛り上がらなかった。

### Uガールの恋愛カウンセリング!
- 恋に悩む女性の恋愛相談。
- 恋愛相談に乗る女性達は一応「恋愛経験豊富な人」という扱いだが、視聴者から見れば、ただのヤリマンで、相当反感を買っていた。だが、出演した一ノ瀬萌が自身のウェブログで「何故か私は“経験人数30人”って設定です。」と書き残している事から、多少のキャラ付けがあった模様。

#### ゲスト出演者
- くわばたりえ
- ハリセンボン
- アジアン
- 川村エミコ
- 田上よしえ
- 大泉りか

### 恋のドライブを楽しもうよ!チェリー教習所
- 童貞の人達に色々指南するコーナー。アシスタントは小由里。

## 取り上げた内容
デブ（男性編、女性編）、貧乏、女性格闘家、モデラー、アキバ系オタク、鉄道オタク（てっちゃん）、ホスト、バンドマン、変身、小沢救済スペシャル、占い師、官能小説家・漫画家、大阪・ポンバシ系オタク、渡辺久江のマジ彼募集、お笑いタレント

## エピソード
- 第2回放送で井戸田が放送禁止用語の「きちがい」と思われる発言（放送では音声が入れられ視聴者には分からなくなっていた）をし、小沢から「ラジオじゃないから、放送的によろしくない」と注意された。また井戸田は、小沢の「妻子持ちだから下ネタは言わなくていい、俺がやる」という意見を聞かず、下ネタを止める気配がない。
- 「鉄道オタク」の回にホリプロ所属の豊岡真澄のマネージャー・南田裕介が登場。彼は「タモリ倶楽部」（テレビ朝日系）の鉄道企画にも出演した事がある。
- 中々彼女が出来ない小沢の為に「小沢救済SP」の回もあった。この回に一般参加者に「小沢さんが映画館で彼女らしき人といるのを何度か見たことがある、彼女そっちのけで号泣していた。」と暴露された。

## ネット局
| 放送対象地域 | 放送局                                   | 系列    | 放送曜日及び放送時間               | 放送日の遅れ |
| ------------ | ---------------------------------------- | ------- | ---------------------------------- | ------------ |
| 関東広域圏   | 東京放送（TBS、現・TBSテレビ）【製作局】 | TBS系列 | 水曜 0時55分 - 1時25分（火曜深夜） | ---          |
| 岩手県       | IBC岩手放送（IBC）                       | TBS系列 | 火曜 0時55分 - 1時25分（月曜深夜） | 27日遅れ     |
| 大分県       | 大分放送（OBS）                          | TBS系列 | 金曜 0時25分 - 0時55分（木曜深夜） | 16日遅れ     |
| 熊本県       | 熊本放送（RKK）                          | TBS系列 | 金曜 0時25分 - 0時55分（木曜深夜） | 9日遅れ      |

## ゲスト出演者
- ベッキー
- 和希沙也
- 堀越のり
- 山本梓
- 夏川純
- 安倍麻美
- 中川翔子
- 小向美奈子
- 矢沢心
- あびる優
- 矢部美穂
- 矢吹春奈

### お笑いタレント
- 胡蝶蘭
- くわばたりえ
- 川村エミコ
- ハリセンボン
- アジアン
- 田上よしえ
- 柳原可奈子

### 文化人
- 武内博（ああとあいてぃ株式会社社長）
- 日向琴子
- 神無月ひろ
- 内藤みか
- 古屋志那
- 古瀬絵理
- 大泉りか

### スポーツ選手
- 桜花由美
- 鯉江真理
- 吉田正子
- 渡辺久江

## 主題歌
オープニングテーマ
- kannivalism「ストイックボーイ」（2006年4月5日 - 5月31日）
- 岸本早未「PEACH:LIME//SHAKE」（2006年6月7日 - 7月末）
- ザ☆ボン「サニードライブ」（2006年8月 - 9月）

エンディングテーマ
- ドクターポリエステルハカセ - ウェイバックマシン（2001年12月29日アーカイブ分）「スクールファントム」（2006年6月 - 8月まで）
- ドクターポリエステルハカセ「グラビティ」（2006年8月 - 9月）

## スタッフ
- 製作：ホリプロ、TBS
- 制作：ホリプロ
- プロデューサー：三瓶慶介（ホリプロ）
- ディレクター：風見昌弘（ウインズウイン）、伊東伸一郎（ウインズウイン）、見付統洋（ホリックス）